# Ommatius maculosus
Ommatius maculosus is een vliegensoort uit de familie van de roofvliegen (Asilidae). De wetenschappelijke naam van de soort is voor het eerst geldig gepubliceerd in 2003 door Scarbrough in Scarbrough & Perez-Gelabert.